# Ingerid Dal

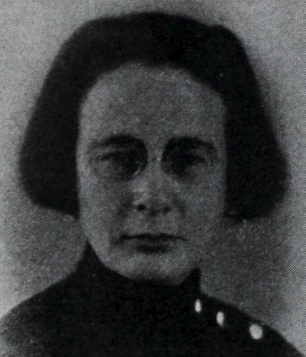
Ingerid Dal.

Ingerid Blanca Juell Dal, född 2 augusti 1895 i Oslo, död där 27 februari 1985, var en norsk germanist.
Dal förvärvade doktorsgraden först i Hamburg 1925 och sedan i Oslo 1931. Hon tjänstgjorde som professor i germansk filologi vid universitetet i Oslo från 1939 till 1965.
Dal utgav bland annat Kurze deutsche Syntax auf historischer Grundlage (1966) och Aufsätze zur germanischen und deutschen Sprachgeschichte (festskrift, 1971).